# レオナルド・ロレダン

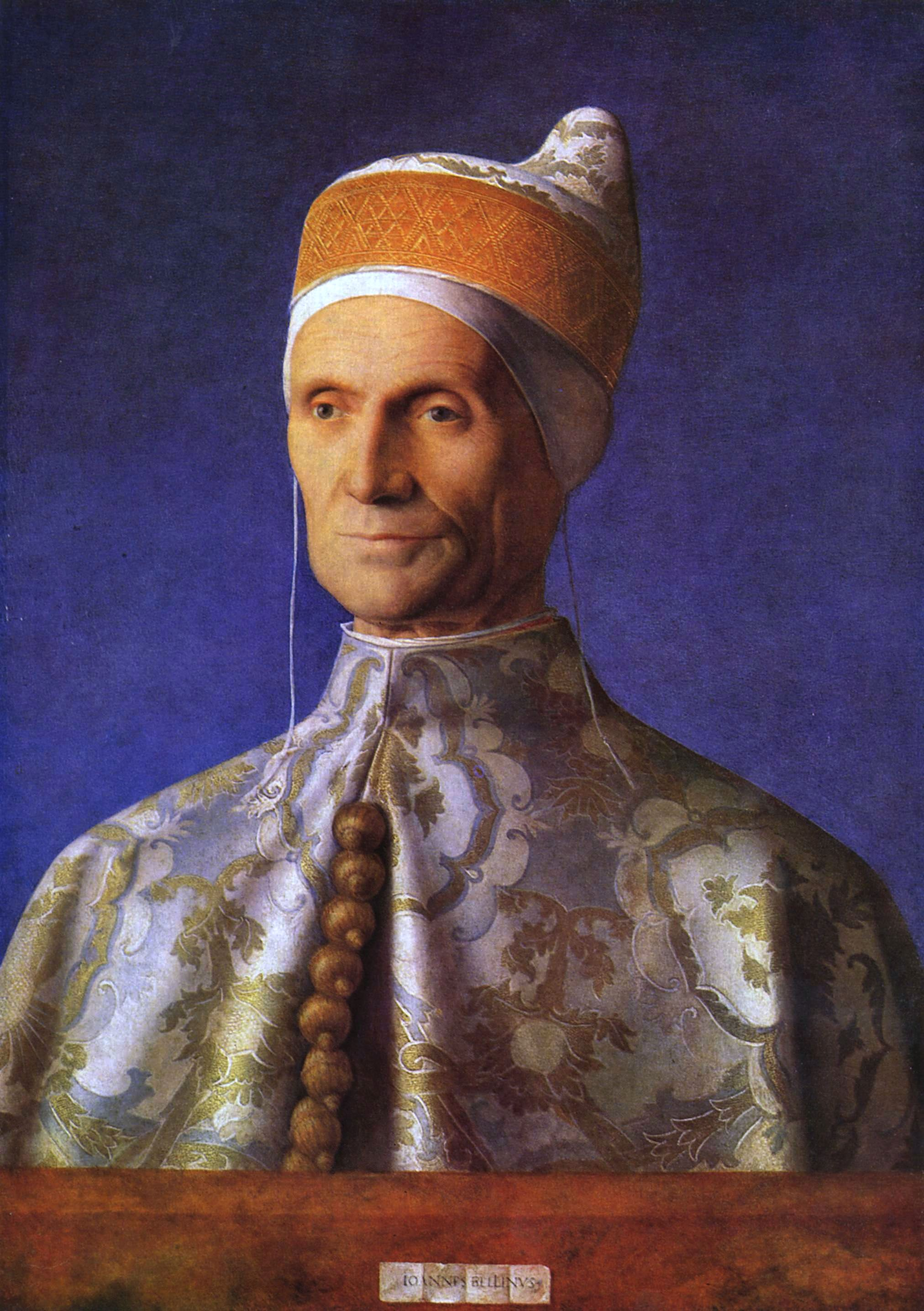
『総督レオナルド・ロレダンの肖像』(1501年頃) ジョヴァンニ・ベリーニ画

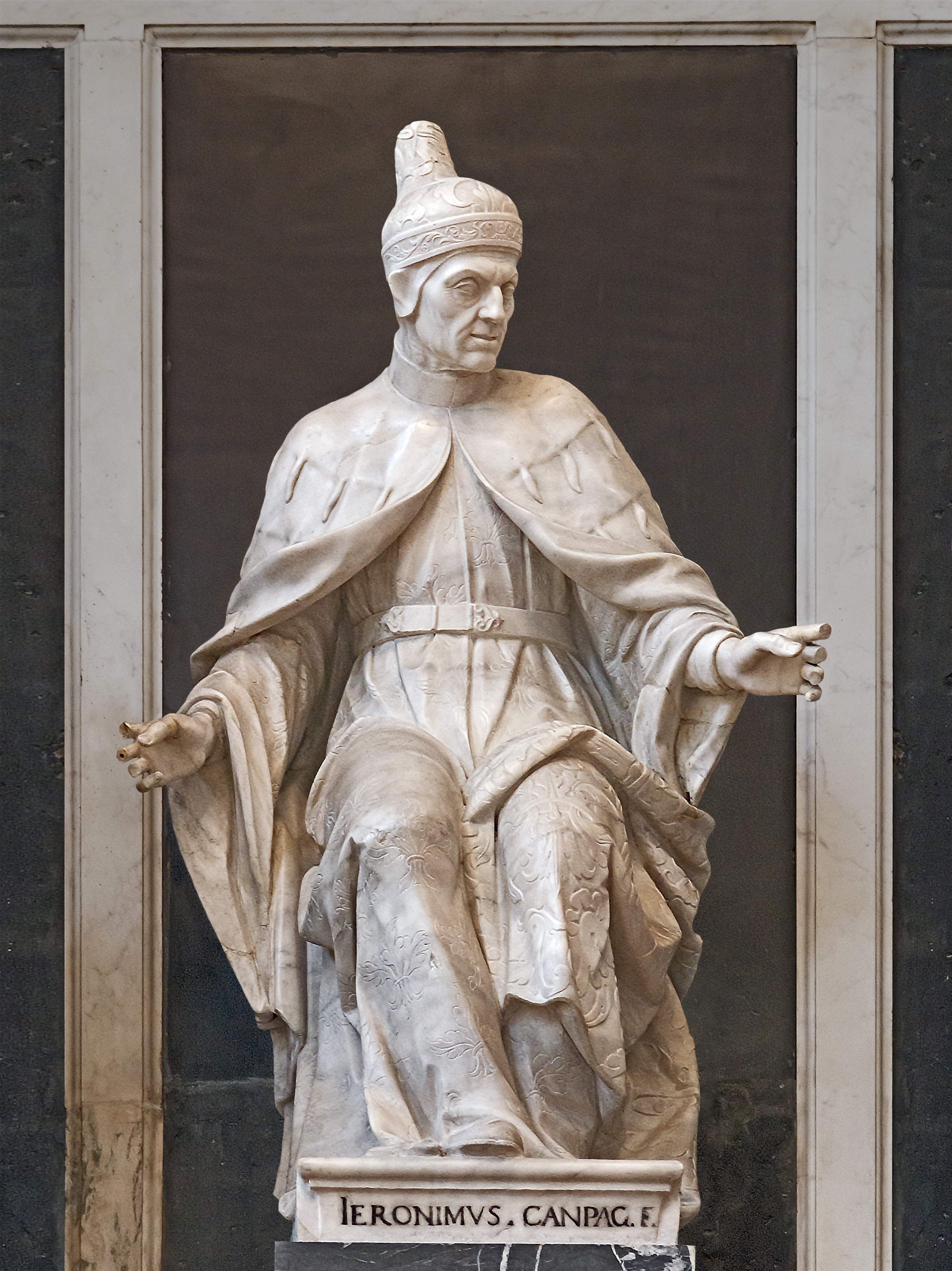
ヴェネツィアの彼の墓。

レオナルド・ロレダン （Leonardo Loredan,1436年11月16日 - 1521年6月21日）は、ヴェネツィアの元首（ドージェ）。（在任1501年-1521年）。カンブレー同盟戦争を引き起こした。
1503年のローマ教皇アレクサンデル6世の死に乗じて、教皇領北部のファエンツァとリミニを占領した。新しい教皇ユリウス2世は『イル・ヴェネツィアーノ』（Il Veneziano）と呼ばれるほどヴェネツィア寄りであったため、そのまま教皇領占領を受け入れると期待された。しかし、ユリウス2世はヴェネツィア共和国を破門し、フランス王国、神聖ローマ皇帝と同盟する他の教皇国・イタリア諸国と結んだ。
1509年にアニャデッロの戦いで敗退したのち、イタリア本土に領有した領土を著しく減らした。ただちに、戦略上重要な地であるパドヴァを攻略し、征服したため恐れられた。ロレダンは、自己犠牲と国民全員の動員を呼びかけて結束をはかった。